# Scymnus varipes
Scymnus varipes är en skalbaggsart som beskrevs av Blackburn 1896. Scymnus varipes ingår i släktet Scymnus och familjen nyckelpigor. Inga underarter finns listade i Catalogue of Life.